# 手形訴訟
手形訴訟（てがたそしょう）とは、民事訴訟法に定める訴訟形態の一つである。

## 概要
手形金の支払請求と、これに附帯する法定利率による損害賠償の請求のための略式訴訟である。手形に関する訴訟はその性格上、迅速さが要求されるものであり、これに応える形で設けられたものである。大正15年（1926年）の旧民事訴訟法施行で廃止されたが、財界等の要望により、昭和39年（1964年）に旧来の為替訴訟が「手形訴訟」として復活した。現行の民事訴訟法では第350条から第366条までに規定がある。

## 特徴
手形訴訟による裁判を希望する場合は、訴状に記載しなければならない（第350条第2項）。また、その性質からいくつかの特徴がある。
- 反訴はできない（第351条）。
- 証拠方法は原則として書証に限る（第352条第1項）。ただし、文書の成立の真否又は手形の提示に関する事項については、申立てにより、当事者尋問が可能である（同条第3項）。

文書提出命令や文書の送付嘱託は認められないため（第352条第2項）、原則として証拠として提出できるのは当事者自身が持つ書証（つまり手形本体）のみである。　
- 本案判決は手形判決と記載される（民事訴訟規則第216条）。
- 判決に対して控訴はできない（第356条、ただし訴え却下の場合を除く）。ただし、判決をした裁判所に異議申立てができる（第357条）。
- 請求を認容した場合、判決には必ず仮執行宣言を付けなければならない（第259条2項）。

原告はいつでも通常訴訟への移行を申し立てることができる（第353条第1項）。あるいは適法な異議申立てがあれば通常訴訟になる。この判決については、控訴できる。

## 小切手訴訟
小切手に関する同様の訴訟は小切手訴訟として、民事訴訟法第367条に定めがあるが、内容は手形訴訟の規定を準用することとなっている。